# Karl Kurz
Karl Kurz (21 novembre 1898 – Basilea, 26 novembre 1933) è stato un allenatore di calcio e calciatore austriaco, di ruolo centrocampista.

## Carriera

### Club
Ha trascorso tutta la carriera nel campionato austriaco.

### Nazionale
Ha collezionato 32 presenze con la Nazionale austriaca.